# Supercoppa turca 2018 (pallavolo femminile)
La Supercoppa turca 2018 si è svolta il 31 ottobre 2018: al torneo hanno partecipato due squadre di club turche e la vittoria finale è andata per la terza volta all'Eczacıbaşı.

## Regolamento
Le squadre hanno disputato una gara unica.

## Squadre partecipanti
| Squadra    | Qualificazione                                               | Ultima partecipazione |
| ---------- | ------------------------------------------------------------ | --------------------- |
| VakıfBank  | Vincitrice Sultanlar Ligi 2017-2018/Coppa di Turchia 2017-18 | Supercoppa turca 2017 |
| Eczacıbaşı | Finalista in Coppa di Turchia 2017-18                        | Supercoppa turca 2013 |

## Torneo
| 31 ottobre 2018 Başkent Voleybol Salonu, Ankara Durata: 2h:02 - Spettatori: 7 000 | VakıfBank | 1 - 3 | Eczacıbaşı | 25-20, 22-25, 17-25, 19-25 |